# The King Tide
The King Tide ist ein Mystery-Thriller von Christian Sparkes. Der in Neufundland spielende Film mit Clayne Crawford, Frances Fisher, Aden Young und Alix West Lefler in den Hauptrollen feierte im September 2023 beim Toronto International Film Festival seine Premiere und kam im April 2024 in die kanadischen Kinos.

## Handlung
Bobby Bentham ist Bürgermeister eines kleinen Fischerdorfs auf einer Insel vor Neufundland. Nachdem seine Frau Grace eine Fehlgeburt erlitten hat, findet er im Meer in einem umgekippten Boot ein kleines Baby. Sie nehmen das Kind bei sich auf und geben dem Mädchen den Namen Isla.
Zehn Jahre später muss in dem kleinen Dorf niemand mehr Krankheiten fürchten. Isla verfügt über wundersame Heilkräfte, mit denen sie alle Beschwerden und Verletzungen lindern und sogar einen Kater verschwinden lassen kann. Allein ihre Anwesenheit wirkt auf die Menschen wie ein Jungbrunnen, selbst wenn sie schläft. So lässt Graces Mutter Faye zu festgelegten Zeiten „Besuche“ bei Isla zu. Isla sorgt auch dafür, dass die Menschen der Gemeinde genug Kabeljau zu essen bekommen. Während die Fischer zuvor kaum etwas in ihren Netzen fanden, muss Isla einfach nur eine Hand ins Wasser halten, und die Fische schwärmen nur so herbei. Da die Menschen auf der Insel hier alles haben, was sie brauchen, ist der Kontakt zum Festland abgebrochen.
Als es Isla eines Tages nicht gelingt, eine ihrer Klassenkameradinnen zu retten, erleidet sie ein Trauma und ihre Kräfte scheinen erloschen. Bobby hofft, dass sie ihre Gabe wieder zurückerlangt, wenn die Menschen ihre Besuche aussetzen und Isla Zeit zum Ausruhen und Erholen geben.

## Produktion
Regie führte Christian Sparkes. Es handelt sich bei The King Tide nach Cast No Shadow von 2014 und Hammer von 2019 um seinen dritten Spielfilm. Sparkes ist Alumnus des Canadian Film Centre. Das auf einer Geschichte von KC Coughlin und Ryan Grassby basierende Drehbuch schrieben William Woods und Albert Shin. Mit Woods, der ebenfalls ein Stipendiat des Canadian Film Centre ist, arbeitete Sparkes bereits für Hammer zusammen.
Die Kinderdarstellerin Alix West Lefler spielt die zehnjährige Isla. Clayne Crawford spielt Bobby Bentham, den Mann, der sie als Baby aus den Fluten rettete und auch Bürgermeister des kleinen Dorfes ist. Lara Jean Chorostecki spielt seine Frau Grace, mit der gemeinsam er Isla adoptierte. Frances Fisher spielt Graces Mutter und Bobbys Schwiegermutter Faye. Aden Young ist in der Rolle des Witwers Beau Holland zu sehen, der Arzt in dem kleinen Dorf, der aufgrund Islas Gabe nicht mehr gebraucht und infolgedessen dem Alkohol verfallen ist. Cameron Nicoll spielt dessen Sohn Junior, der der beste Freund von Isla ist. Ryan McDonald und Michael Greyeyes spielen die Fischer Dillon und Marlon. Kathryn Greenwood ist in der Rolle von Charlotte zu sehen, die befürchtet, derselben Krankheit zu erliegen, an der ihre Mutter starb. Produzent Ben Stranahan spielt Frank und Amelia Manuel dessen Partnerin Melissa. Einige Darsteller wie Crawford und Young standen bereits für die Dramaserie Rectify gemeinsam vor der Kamera.
Die Dreharbeiten fanden im Herbst 2022 in der Bonavista Bay und der dort gelegenen kleinen Stadt Keels in Neufundland statt. Als Kameramann fungierte Mike McLaughlin, der zuletzt für das Filmdrama Hands that Bind von Kyle Armstrong tätig war.
Die Filmmusik komponierte Andrew Staniland, der zuletzt für den Thriller A Small Fortune  von Adam Perry und das Mystery-Drama The Righteous von Mark O’Brien tätig war.
Die Weltpremiere von The King Tide fand am 11. September 2023 beim Toronto International Film Festival statt. Am 26. April 2024 kam der Film in die kanadischen Kinos. Am 16. August 2024 kam The King Tide in ausgewählte US-Kinos.

## Rezeption

### Kritiken
Von den bei Rotten Tomatoes aufgeführten Kritiken sind 95 Prozent positiv.

### Auszeichnungen
Canadian Screen Awards 2024
- Nominierung für die Beste Nebenrolle (Aden Young)
- Nominierung für die Beste Nebenrolle (Frances Fisher)
- Nominierung für die Besten visuellen Effekte (Adam Graves)[10]

Internationales Filmfest Emden-Norderney 2024
- Nominierung für den Score-Bernhard-Wicki-Preis
- Nominierung für den Focus Future Award[11]

Leo Awards 2024
- Nominierung für die Beste Nebenrolle – Spielfilm (Alix West Lefler)
- Nominierung als Beste Nachwuchsdarstellerin (Alix West Lefler)[12]

Toronto International Film Festival 2023
- Nominierung für den Platform Prize (Christian Sparkes)